# Kim Cadzow
Kim Cadzow (* 18. Dezember 2001 in Tauranga) ist eine neuseeländische Radrennfahrerin.

## Sportlicher Werdegang
Als Jugendliche betrieb Cadzow zunächst Schwimmsport, dann Mountainbikefahren und schließlich Triathlon. Wegen Verletzungsproblemen beim Laufen kam sie 2021 zum Straßenradsport, während sie Sportmanagement an der Massey University studierte.
Anfang 2022 gewann sie die U23-Landesmeisterschaften im Einzelzeitfahren und wurde Zweite bei den Ozeanien-Meisterschaften. Anschließend fuhr sie für das irische Kontinentalteam Torelli in Europa und belegte unter anderem den fünften Platz bei der Mont Ventoux Dénivelé Challenge. Sie erhielt in der Folge einen Zwei-Jahres-Vertrag bei Jumbo-Visma, mit denen sie die WorldTour 2023 fuhr. Für Neuseeland war sie bei den Straßenradsport-Weltmeisterschaften 2023 am Start.
Für 2024 wechselte Cadzow zum neu gegründeten Team EF Education-Cannondale. Anfang des Jahres siegte sie bei den Landesmeisterschaften im Einzelzeitfahren. Im Straßenrennen am nächsten Tag belegte sie hinter der U23-Fahrerin Ella Wyllie den zweiten Platz. Da die Bestimmungen des neuseeländischen Verbands getrennte Podiums für die Elite und U23 vorsahen, erhielt Cadzow zwar die Goldmedaille der Elite, als Landesmeisterin galt jedoch Wyllie. Im März des Jahres holte sie mit einem Etappensieg und dem folgenden Gesamtsieg beim Trofeo Ponente in Rosa ihre ersten Siege auf internationalem Niveau. Bei Lüttich–Bastogne–Lüttich 2024 zeichnete sie sich mit einem sechsten Platz aus, nachdem sie lange Zeit in einer Ausreißergruppe gefahren war. Ende Juli kam sie im olympischen Einzelzeitfahren auf den siebten Rang.

## Erfolge
2022
 Neuseeländische Meisterin – Einzelzeitfahren (U23)
 Ozeanien-Meisterschaften – Einzelzeitfahren (U23)
2024
 Neuseeländische Meisterin – Einzelzeitfahren
Gesamtwertung und eine Etappe Trofeo Ponente in Rosa
2025
 Neuseeländische Meisterin – Straßenrennen, Einzelzeitfahren